# Koko Taylor (album)
Koko Taylor è il primo album della cantante blues Koko Taylor, pubblicato dalla Chess Records nell'ottobre 1969. I brani contenuti nel disco furono registrati a Chicago, Illinois (Stati Uniti), nelle date indicate nella lista tracce.

## Tracce
Brani composti da Willie Dixon, tranne dove indicato
Lato A
1. Love You Like a Woman – 2:06 (Morris Dollison) – Registrato nell'ottobre del 1968
2. I Love a Lover Like You – 2:43 (Choice, Glover, Merriweather) – Registrato il 23 aprile 1969
3. Don't Mess with the Messer – 2:42 – Registrato il 20 gennaio 1965
4. I Don't Care Who Knows – 2:10 – Registrato nell'ottobre del 1968
5. Wang Dang Doodle – 2:58 – Registrato il 7 dicembre 1965
6. I'm a Little Mixed Up – 2:39 (Betty James, Edward Johnson) – Registrato nel 1965

Lato B
1. Nitty Gritty – 2:42 (Koko Taylor) – Registrato il 23 aprile 1969
2. Fire – 2:28 – Registrato nell'agosto del 1967
3. Whatever I Am Made Me – 2:25 – Registrato il 20 gennaio 1965
4. Twenty Nine Ways – 3:09 – Registrato il 23 aprile 1969
5. Insane Asylum – 4:15 – Registrato nell'agosto del 1967
6. Yes, It's Good for You – 2:39 – Registrato nell'ottobre del 1968

Edizione CD del 2001, pubblicato dalla MCA Chess Records
Brani composti da Willie Dixon, tranne dove indicato 
1. Love You Like a Woman – 2:11 (Morris Dollison)
2. I Love a Lover Like You – 2:48 (Choice, Glover, Merriweather)
3. Don't Mess with the Messer – 2:47
4. I Don't Care Who Knows – 2:14
5. Wang Dang Doodle – 3:02
6. I'm a Little Mixed Up – 2:43 (Betty James, Edward Johnson)
7. Nitty Gritty – 2:46 (Koko Taylor)
8. Fire – 2:32
9. Whatever I Am, You Made Me – 2:29
10. Twenty-Nine Ways (To My Baby's Door) – 3:15
11. Insane Asylum – 4:23
12. Yes, It's Good for You – 2:44
13. Love Sick Tears – 2:47 (Autore sconosciuto) – Bonus Track - Previously Unreleased
14. He Always Knocks Me Out – 3:04 (Autore aconosciuto) – Bonus Track - Previously Unreleased

- Brano nr. 13 - registrato il 20 gennaio 1965
- Brano nr. 14 - registrato il 23 aprile 1969

## Musicisti
Love You Like a Woman
- Koko Taylor - voce
- altri musicisti non identificati

I Love a Lover Like You
- Koko Taylor - voce
- Buddy Guy - chitarra
- Johnny Shines (o) Matt Murphy - chitarra
- Walter Shakey Horton - armonica
- Sunnyland Slim (Albert Luandrew) - pianoforte
- Willie Dixon - contrabbasso
- Clifton James - batteria

Don't Mess with the Messer
- Koko Taylor - voce
- Buddy Guy - chitarra
- Matt Murphy - chitarra
- Lafayette Leake - pianoforte
- Willie Dixon - contrabbasso
- Clifton James - batteria

I Don't Care Who Knows
- Koko Taylor - voce
- altri musicisti non identificati

Wang Dang Doodle
- Koko Taylor - voce
- Johnny Twist Williams - chitarre
- Gene Barge - sassofono
- Donald Hankins - sassofono
- Lafayette Leake - pianoforte
- Jack Meyers - basso
- Fred Below - batteria
- Willie Dixon - accompagnamento vocale

I'm a Little Mixed Up
- Koko Taylor - voce
- Gene Barge - sassofono tenore
- altri musicisti non identificati

Nitty Gritty
- Koko Taylor - voce
- Johnny Shines (o) Matt Murphy - chitarra
- Walter Shakey Horton - armonica
- Lafayette Leake (o) Sunnyland Slim (Albert Luandrew) - pianoforte
- Jack Meyers - basso
- Clifton James - batteria

Fire
- Koko Taylor - voce
- Buddy Guy - chitarra
- Johnny Twist Williams - chitarra
- Lafayette Leake - pianoforte, organo
- Gene Barge - sassofono tenore
- Willie Dixon - voce

Whatever I Am, You Made Me
- Koko Taylor - voce
- Matt Murphy - chitarre
- Lafayette Leake - pianoforte
- Willie Dixon - contrabbasso
- Clifton James - batteria

Twenty-Nine Ways (To My Baby's Door)
- Koko Taylor - voce
- Buddy Guy - chitarra
- Matt Murphy (o) Johnny Shines - chitarra
- Walter Shakey Horton - armonica
- Lafayette Leake (o) Sunnyland Slim (Albert Luandrew) - pianoforte
- Willie Dixon - contrabbasso
- Clifton James - batteria

Insane Asylum
- Koko Taylor - voce
- Johnny Twist Williams - chitarre
- Lafayette Leake - pianoforte, organo
- Gene Barge - sassofono tenore
- Willie Dixon - voce

Yes, It's Good for You
- Koko Taylor - voce
- altri musicisti non identificati

Love Sick Tears
- Koko Taylor - voce
- Matt Murphy - chitarre
- Lafayette Leake - pianoforte
- Willie Dixon - contrabbasso
- Clifton James - batteria

He Always Knocks Me Out
- Koko Taylor - voce
- Buddy Guy - chitarra
- Matt Murphy (o) Johnny Shines - chitarra
- Walter Shakey Horton - armonica
- Lafayette Leake (o) Sunnyland Slim (Albert Luandrew) - pianoforte
- Willie Dixon - contrabbasso
- Clifton James - batteria[4]